# Elbebrücke Torgau (Eisenbahn)
Die Elbebrücke Torgau ist eine 350 m lange Eisenbahnbrücke, die in Torgau bei Stromkilometer 155,53 die Elbe überspannt.

## Geschichte

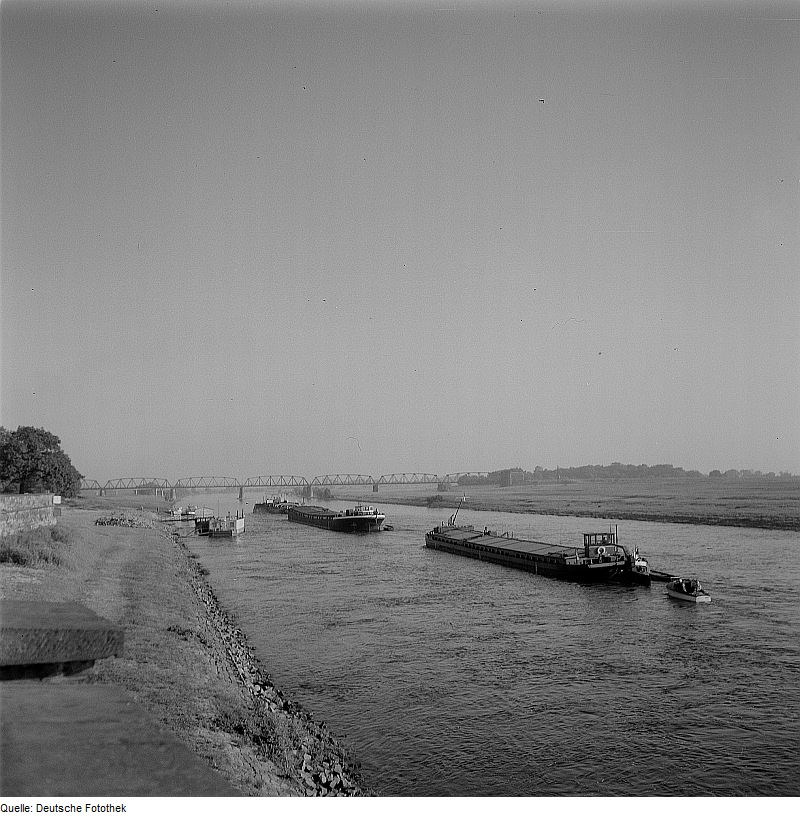
Alte Brücke

Die Brücke wurde erstmals im Frühjahr 1872 im Zuge des Baus der Halle-Sorau-Gubener Eisenbahn, einer wichtigen West-Ost-Verbindung in Preußen, bei Streckenkilometer 78,39, eingleisig in Betrieb genommen. Schon 1896 folgte der zweigleisige Ausbau mit einem weiteren Brückenzug. 1912 wurden die älteren Überbauten durch Neubauten ersetzt, 1925 die jüngeren von 1896. In der Nacht vom 24. auf den 25. April 1945 sprengten deutsche Truppen auf Befehl des Torgauer Festungskommandanten vier Brückenfelder, aber schon im Juli 1945 begann der eingleisige Wiederaufbau. Am 14. September 1945 konnte die Brücke wieder behelfsmäßig befahren werden.
Das hohe Alter und der schlechte Zustand der Überbauten des südlichen Streckengleises führten zu einer Beschränkung der zulässigen Belastung. Außerdem behinderte ein Brückenpfeiler in der Elbe die Schifffahrt. Daher begann im Jahr 1996 neben der alten Konstruktion, auf der nördlichen Seite, der Bau einer neuen eingleisigen Brücke, die am 15. Juni 1997 in Betrieb genommen wurde. Die Möglichkeit des späteren Baus eines weiteren Brückenzuges für das zweite Streckengleis wurde offengehalten. Die zirka 7,0 m hohen, markanten Torbauwerke aus Naturstein auf der Nordseite an den beiden Brückenenden wurden abgetragen und unter denkmalpflegerischen Gesichtspunkten in einem lichten Abstand von 12,25 m wieder aufgebaut. Nachdem die Wasser- und Schifffahrtsdirektion Ost die Angaben zu den anzusetzenden Pfeileranpralllasten sowie zur Ausbildung der Pfeilerschäfte nochmals präzisiert hatte, musste die fertiggestellte Ausführungsplanung der Pfeiler überarbeitet werden. In der zweiten Bauphase wurden die Überbauten und Pfeiler der alten, eingleisigen Brücke abgebrochen.

## Konstruktion

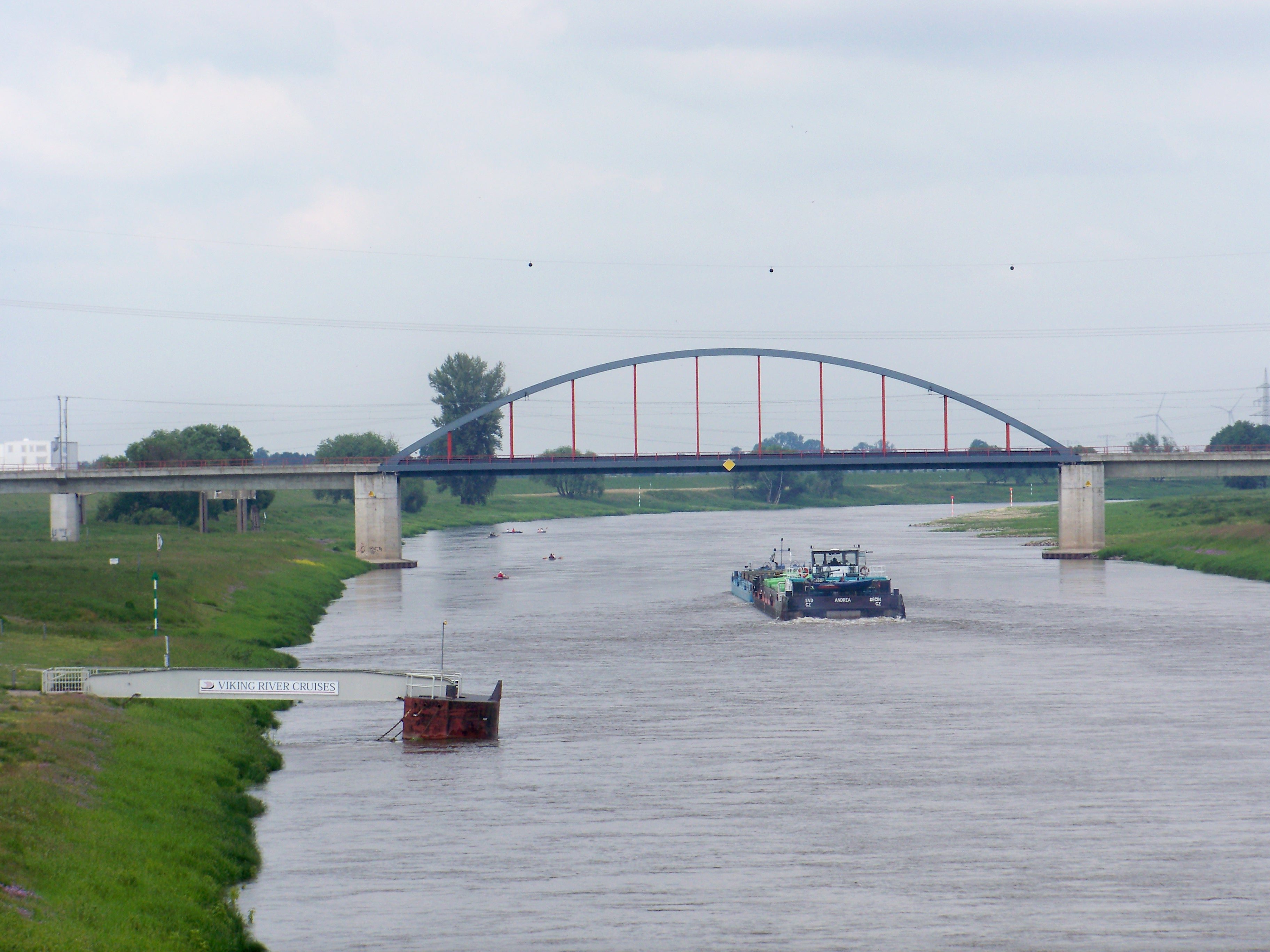
Stabbogenbrücke über der Schifffahrtsöffnung

Der alte Brückenzug wies sieben Öffnungen mit Stützweiten von rund 50 m auf. Die Überbauten bestanden aus stählernen Fachwerken mit der Konstruktionsform des Halbparabelträgers, d. h. parabelförmige Obergurte und Endportale, sowie unten liegende Fahrbahn.
Der neue Brückenzug von 1997 ist für eine Streckenhöchstgeschwindigkeit von 160 km/h ausgelegt und besitzt ein durchgehendes Schotterbett. Eine stählerne Stabbogenbrücke überspannt die Schifffahrtsöffnung mit einer Stützweite von 80,0 m und einer Höhe von 13,3 m. Im Strombereich ist eine lichte Höhe von 6,26 m beim höchsten schiffbaren Wasserstand vorhanden.
In den Vorlandbereichen der Elbe besteht der Brückenzug aus Spannbetonüberbauten, die den Durchlaufträger als Bauwerkssystem in Längsrichtung aufweisen. Als Querschnittsform ist ein einzelliger Stahlbetonhohlkasten mit geneigten Stegen, in Längsrichtung vorgespannt, vorhanden. Die Stützweite der vier  Brückenfelder auf der linken Elbeseite betragen beim Widerlager Torgau beginnend, 16,3 m, 23,5 m, 30,5 m und 35,5 m. Der rechte Spannbetonüberbau mit sechs Feldern weist Stützweiten von 35,0 m, 31,0 m, 27,0 m, 24,0 m, 21,0 m und 18,1 m auf. Die Konstruktionshöhe des Spannbetonüberbaus variiert je nach Spannweite zwischen  1,55 m und 2,2 m, bei einer Überbaubreite von 6,64 m. Die Pfeiler weisen massive Querschnitte auf und sind innerhalb von Spundwandkästen flach gegründet.